# Silent Hill 2 (videohra, 2024)
Silent Hill 2 je survival horor z roku 2024, kterou vyvinul Bloober Team a vydala společnost Konami Digital Entertainment. Jedná se o remake videohry Silent Hill 2 z roku 2001, kterou původně vyvinula skupina Team Silent v rámci Konami Computer Entertainment Tokyo (KCET). Jedná se o první větší díl série Silent Hill od hry Silent Hill: Downpour (2012).

## Synopse
Stejně jako původní hra sleduje příběh vdovce Jamese Sunderlanda, který se vrací do stejnojmenného městečka v Maine poté, co obdrží dopis od své zesnulé ženy Mary, která tvrdí, že tam na něj čeká.

## Vývoj
Remake hry Silent Hill 2 byl oficiálně oznámen v říjnu 2022 po měsících spekulací a úniků. Vedl jej kreativní ředitel Bloober Team Mateusz Lenart a produkoval Motoi Okamoto ze společnosti Konami. Na vývoji se aktivně podíleli Masahiro Ito a Akira Yamaoka, kteří u původní hry působili jako designéři kreatur, respektive skladatelé. Podle Macieje Głomba Ito poskytl koncepční výtvarné návrhy lokací a příšer, zatímco Yamaoka se vrátil jako skladatel.

## Vydání a ohlasy
Silent Hill 2 vyšel 8. října 2024 pro PlayStation 5 a Windows a dočkal se příznivého přijetí kritiky. Grafika, atmosférické prostředí, soundtrack, herecké výkony a věrnost původní hře se dočkaly vysokého hodnocení a kritici ji považovali za návrat série do formy.
Prodalo se jí přes dva miliony kusů a získala několik ocenění, včetně nominací na British Academy Games Awards, Golden Joystick Awards a The Game Awards.